# Elecciones estatales de Nayarit de 2005
Las elecciones estatales de Nayarit de 2005 se llevaron a cabo el domingo 3 de julio de 2005, y en ellas se renovaron los siguientes cargos de elección popular en el estado de Nayarit: 
- Gobernador de Nayarit. Titular del Poder Ejecutivo del estado, electo para un periodo de seis años no reelegibles en ningún caso, el candidato electo fue Ney González Sánchez.
- 20 ayuntamientos. Compuestos por un Presidente Municipal y regidores, electos para un periodo de tres años no reelegibles para el periodo inmediato.
- 30 diputados del Congreso del Estado.18 Electos por mayoría relativa en cada uno de los Distrito Electorales y 12 Electos bajo el principio de Representación Proporcional.

## Resultados electorales

### Gobernador
|  | 6.0 % |

|  | 46.2 % |

|  | 42.3 % |

|  | 2.2 % |

Fuente: Instituto de Mercadotecnia y Opinión

### Ayuntamientos
| Partido/Alianza | Partido/Alianza                         | Municipios |
| --------------- | --------------------------------------- | ---------- |
|                 | Partido Acción Nacional                 | 3          |
|                 | Partido Revolucionario Institucional    | 16         |
|                 | Alianza por Nayarit 2005 (PRD, PT, PRS) | 1          |
|                 | Partido Verde Ecologista de México      | 0          |
|                 | Convergencia                            | 0          |

Fuente: Instituto de Mercadotecnia y Opinión (enlace roto disponible en Internet Archive; véase el historial, la primera versión y la última).

#### Municipio de Tepic
- Manuel Cota Jiménez  Hecho

#### Municipio de Compostela
- Marco Antonio Moreno Venegas  Hecho

#### Municipio de Xalisco
- Juan Fernando Carrillo Noyola  Hecho

#### Municipio de Ixtlán del Río
- Everardo Sánchez Parra  Hecho

#### Municipio de Santiago Ixcuintla
- Amado de Jesús Romero Jaime  Hecho

#### Municipio de Ruiz
- Porfirio Romero Becerra  Hecho

#### Municipio de Acaponeta
- Efraín Arellano Núñez  Hecho

#### Municipio de Bahía de Banderas
- Héctor Miguel Panyagua Salazar  Hecho

#### Municipio de San Blas
- Miguel Bernal Carrillo  Hecho

#### Municipio de Jala
- Juan José Jacobo Solís  Hecho

### Diputados
| Partido/Alianza | Partido/Alianza                         | Distritos |
| --------------- | --------------------------------------- | --------- |
|                 | Partido Acción Nacional                 | 0         |
|                 | Partido Revolucionario Institucional    | 15        |
|                 | Alianza por Nayarit 2005 (PRD, PT, PRS) | 2         |
|                 | Partido Verde Ecologista de México      | 0         |
|                 | Convergencia                            | 1         |

Fuente: Instituto de Mercadotecnia y Opinión